# 鈴木博文
鈴木 博文（すずき ひろぶみ、1954年5月19日 - ）は、日本の男性音楽家。ムーンライダーズのベーシスト、シンガーソングライター、作詞家、作曲家。本名同じ。愛称はフーちゃん。
父は俳優・声優の鈴木昭生。実兄はムーンライダーズのリーダーの鈴木慶一。
ムーンライダーズのインディーズレーベル「メトロトロン・レコード (Metrotron Records) 」を主宰する。エッセイなどの著作も多い。

## 来歴・人物
東京都出身。母の実家があった武蔵野市で出生、大田区東糀谷で育つ。幼少時代は虫が好きで、よく土を掘って虫を探していたという。子供の頃は身体が弱く、小学生時代は転地療養のため全寮制の養護学園で2年半ほど過ごす。
東京都立日比谷高等学校卒業。高校生時代は漫画家志望だったが、実兄である鈴木慶一の影響を受け音楽活動を開始。あがた森魚のステージやレコーディングで演奏するなどした。松本隆らのオリジナル・ムーンライダーズを経て、1975年、ムーンライダーズに結成より参加し音楽活動を本格化。バンドでの活動を中心に、ソロ活動や音楽ユニットでの活動もある。
1985年、大田区東糀谷の生家2階にレコーディングスタジオ「湾岸スタジオ」を開設。1987年にはインディーズレーベル「メトロトロン・レコード」 (Metrotron Records) を主宰し、自らのソロアルバムを発表すると同時に、カーネーション、GRANDFATHERS、青山陽一、綿内克幸、濱田理恵、青木孝明など多くのアーティストの作品をリリースしている。

## 音楽ユニット
- 政風会（直枝政太郎と）
- アートポート（白井良明、かしぶち哲郎と）
- Mio Fou（美尾洋乃と）
- THE SUZUKI（鈴木慶一と）

## 作品

### ソロアルバム
ムーンライダーズのメンバー中では、最も精力的にソロアルバムをリリースしている。
- Wan-Gan King（1987年）
- 無敵の人（1989年）
- 石鹸（1990年）
- からす（1991年）
- 処方箋（1992年）
- 三文楽士（1993年）
- 孔雀（1995年）
- SINGS MOONRIDERS（1996年）
- 湾岸ロックタウン（1996年）
- Birds（1999年）
- bonyari bonyari（2003年）
- 凹凸（2008年）
- 後がない。（2014年）
- どう？（2017年）
- ピカソ（2019年）

### 政風会
直枝政太郎との音楽ユニット。ユニット名は「政太郎」の「政」と、博文の愛称「フーちゃん」から。
- DUCK BOAT（1986年）
- 政風会（2007年）

### The Suzuki
兄の鈴木慶一との音楽ユニット。
- The Suzuki meets GREAT SKIFFLE AUTREY（1990年）
- The Suzuki ’95（1995年）
- The Suzuki meets 栗コーダーカルテット（1998年）

### Mio-Fou
美尾洋乃との音楽ユニット。ユニット名は「美尾」と、博文の愛称「フーちゃん」から。
- Mio-Fou（1984年）
- Mio-Fou II（2007年）
- Mio-Fou III（2012年）

### 楽曲提供
- 鈴木茂「Machine Gun」- 作詞、アルバム『SEI DO YA』収録
- 高橋幸宏「Sailor」「泣きたい気持ち」- 作詞、アルバム『Once A Fool,...』収録
- 中川勝彦「BLUE」「いつもと違う悲しみ」- 作詞、アルバム『ペントハウスの夏』収録
- 石川秀美「熱風」- 作詞、シングル曲
- 堀ちえみ「Deadend Street GIRL」「Wa・ショイ!」- 作詞・シングル曲
- 森下恵理「トワイライト」- 作詞・アルバム『ボーイ・フレンド』収録（作曲・呉田軽穂））

### 著書
- 『僕は走って灰になる』1988年3月、新宿書房。ISBN 978-4880081106
  - 『僕は走って灰になる―TEN YEARS AFTER』1998年、新宿書房　ISBN 978-4880082493
1988年刊行の初の著書『僕は走って灰になる』の増補新版。
- 『九番目の夢』1991年、新宿書房。ISBN 978-4880081496
- 『ひとりでは、誰も愛せない』1994年、創現社出版。ISBN 978-4882450542
- 『東京百景』1994年、日本放送出版協会。ISBN 978-4140051986
サエキけんぞう・伊藤ヨタロウと共著。
- 『湾岸』1998年、三一書房。ISBN 978-4380982811
- 『ああ詞心（うたごころ）、その綴り方』1998年、ソフトバンククリエイティブ　ISBN 978-4797306644
- ムーンライダーズ著『ムーンライダーズ詩集―ドント・トラスト・オーバー・サーティー』1986年、新潮社（新潮文庫）ISBN 978-4101496016
1980年代までのムーンライダーズの歌詞を集めた詩集。鈴木博文作詞の歌詞も多数収録。